# Vital Massé
Vital Massé (* 16. Dezember 1936 in Saint-Barthélémy) ist ein kanadischer Geistlicher und emeritierter Bischof von Mont-Laurier.

## Leben
Vital Massé empfing am 26. Mai 1962  die Priesterweihe für das Bistum Joliette.
Papst Johannes Paul II. ernannte ihn am 20. Oktober 1993 zum Weihbischof in Saint-Jérôme und Titularbischof von Giru Marcelli. Der Erzbischof von Montréal, Jean-Claude Turcotte, spendete ihm am 8. Dezember desselben Jahres die Bischofsweihe; Mitkonsekratoren waren René Audet, Altbischof von Joliette, und Gilles Lussier, Bischof von Joliette.
Am 8. September 2001 wurde er zum Bischof von Mont-Laurier ernannt. Am 1. Februar 2012 nahm Papst Benedikt XVI. das von Vital Massé aus Altersgründen vorgebrachte Rücktrittsgesuch an.